# Дуби-красені
Дуби́-кра́сені — ботанічна пам'ятка природи місцевого значення. Розташована біля села Безводне Могилів-Подільського району Вінницької області (Моївське лісництво, кв. 78 діл. 3). Оголошена відповідно до рішення Вінницького облвиконкому № 335 від 22.06.1975 р. Охороняються два окремих дерева дуба звичайного, віком понад 300 років.